# Osmo Tapio Räihälä
Osmo Tapio Räihälä, född 15 januari 1964, är en finländsk kompositör av nutida konstmusik.
Hans mest kända verk är Barlinnie Nine, som är ett musikaliskt porträtt av den skotska fotbollsspelaren Duncan Ferguson.
Han har huvudsakligen skrivit instrumentell musik för olika Kammarorkestrar och Symfoniorkestrar. 
Bortsett från de nordiska länderna så har Räihäläs musik framförts bland annat i USA, Storbritannien, Frankrike, Nederländerna, Tyskland och många andra länder. Den första Cd-inspelningen av hans verk, Rock Painting, släpptes 2006, och den följande Peat, Smoke & Seaweed Storm i 2014.